# Turquoise Pool
Turqouise Pool er en forholdsvis lille, varm kilde i Midway Geyser Basin i Yellowstone National Park i Wyoming, USA. I samme område findes også Excelsior Geyser og Grand Prismatic Spring.
Kilden er ca 30-33 meter i diameter, og vandet har en temperatur på mellem 60o og 70o celsius. Kilden har ingen synlig bortledning af vandet, men man mener at dette siver bort gennem de porøse klipper, som kilden befinder sig i.
Kildens blå farve skyldes opslemmede mineraler i vandet. 

## Eksterne links
- Om Midway Geyser Basin fra AmericanSouthwest.Net (engelsk)

44°31′36″N 110°50′16″V / 44.52667°N 110.83768°V